# Перна
Перна (пол. Perna) — село в Польщі, у гміні Нові Острови Кутновського повіту Лодзинського воєводства.
У 1975-1998 роках село належало до Плоцького воєводства.